# Бакиев, Кульназар
Кульназар Бакиев — советский хозяйственный, государственный и политический деятель.

## Биография
Родился в 1910 году в селе Годур. Член КПСС с 1939 года.
С 1933 года — на хозяйственной, общественной и политической работе. В 1933—1975 гг. — выпускник Чарджоуского педагогического техникума, технический секретарь сектора отдела ЦК КП Туркмении, в Мургабском райкоме ЛКСМ Туркмении, секретарь Керкинского райкома ЛКСМТ, инструктор, заведующий отделом Чарджоуского обкома КП Туркмении, первый секретарь Марыйского, Халачского райкомов КП Туркмении, председатель Чарджоуского облисполкома, первый секретарь Чарджоуского райкома КП Туркмении, председатель Чарджоуского облисполкома, первый секретарь Керкинского райкома КП Туркмении, министр Туркменской ССР, инспектор ЦК КП Туркмении, в Комитете народного контроля Туркменской ССР.
Избирался депутатом Верховного Совета Туркменской ССР 2-го, 3-го, 4-го, 5-го и 6-го созывов.
Умер в Ашхабаде в 1978 году.